# Bibliographie sur la pomme de terre
Pour un article plus général, voir Pomme de terre.
 (septembre 2023).

## Généralités
- [Augustin 1773] Antoine Augustin Parmentier, Examen chymique des pommes de terre : dans lequel on traite des parties constituantes du bled, Paris, Didot le jeune, 1773, 248 } (lire en ligne [sur wikisource]).
- [Bonjean 1845] Joseph Bonjean, Monographie de la pomme de terre envisagée dans ses rapports agricoles, scientifiques et industriels et comprenant l'histoire générale de la maladie des pommes de terre en 1845, Paris, Germer Baillière, 1846, 306 p., sur Wikisource.
- [Engel 1771] Samuel Engel, Traité de la nature, de la culture et de l'utilité des pommes de terre par un ami des hommes, Lausanne, chez Antoine Chapuis, 1771, 80 p. (lire en ligne [sur wikisource]).
- [Feytaud 1949] Jean Feytaud, La pomme de terre, Paris, Presses universitaires de France, coll. « Que sais-je ? », 1949, 127 p.
- [Parmentier 1789] Antoine Augustin Parmentier, Traité sur la culture et les usages des pommes de terre, de la patate et du topinambour, Paris, Barrois l'aîné, 1789, 389 p..
- [Payen & Chevallier 1826] Anselme Payen et Alphonse Chevallier, Traité de la pomme de terre, sa culture, ses divers emplois dans les préparations alimentaires, les arts économiques, la fabrication du sirop, de l'eau-de-vie, de la potasse, etc., Paris, Thomine, 1826, 80 p. (lire en ligne [sur wikisource]).
- [Proust 1818] Joseph Louis Proust, « Recherches sur le meilleur emploi des patates, ou pommes de terre », Journal de pharmacie et des sciences accessoires, t. 2, 2e série,‎ juin 1818, p. 355-367 (lire en ligne).
- [Rousselle, Rovert & Crosnier 1996] Patrick Rousselle, Yvon Robert et Jean-Claude Crosnier, La pomme de terre : Production, amélioration, ennemis et maladies, utilisations, Paris, INRA éditions - ITPT - ITCF, coll. « Mieux comprendre », 1996, 607 p. (ISBN 2-7380-0676-0, présentation en ligne).
- [Thorez 2000] Jean-Paul Thorez, La pomme de terre, illustrations de Fabien Seignobos, Arles, Actes Sud, coll. « Chroniques du potager », 2000, 136 p. (ISBN 2-7427-2869-4).
- [Varenne 1772] Claude-Marc-Antoine Varenne de Beost, La cuisine des pauvres, ou Collection des meilleurs mémoires qui ont paru depuis peu, soit pour remédier aux accidens imprévus de la disette des grains, soit pour indiquer des moyens aux personnes peu aisées de vivre à bon marché dans tous les tems. Dédié aux États généraux de Bourgogne, par un ancien officier desdits États, Dijon, Defay, 1772 (lire en ligne).

## Histoire
- [Ferault 2012] Christian Ferault (préf. Guy Paillotin), Une Histoire de pomme de terre : la variété Institut de Beauvais, Paris, Les Éditions d'En Face, 2012, 142 p. (ISBN 978-2-35246-032-9).
- [Ferrière & Williot 2011] Marc de Ferrière Le Vayer et Jean-Pierre Williot (dir.), La pomme de terre de la Renaissance au XXIe siècle (actes du colloque « La Pomme de Terre : de la Renaissance au XXIe siècle, Histoire, Société, Économie, Culture », Tours, 18-20 novembre 2008), Rennes/Tours, Presses universitaires de Rennes / Presses universitaires François Rabelais de Tours, coll. « Table des hommes », 2011, 414 p. (ISBN 978-2-7535-1397-6, lire en ligne).
- [Gentilcore 2013] (it) David Gentilcore, Italiani mangiapatate. Fortuna e sfortuna della patata in Italia, Bologne, Il Mulino, 2013, 299 p. (ISBN 978-88-15-23760-6).
- [Gibault 1912] Georges Gibault, Histoire des légumes, Paris, Librairie horticole, 1912, 565 p. (lire en ligne [sur gutenberg.org]), « Pomme de terre », p. 348-410.
- [Girard 1891] Aimé Girard, Recherches sur la culture de la pomme de terre industrielle et fourragère, impr. Gauthier-Villars et Fils, 1891, 2e éd., 198 p. (lire en ligne [sur wikisource]).
- [Kahane 1978] Ernest Kahane, Parmentier ou la dignité de la pomme de terre. Essai sur la famine, éd. Albert Blanchard, 1978, 183 p. (ISBN 2-85367-088-0).
- [Laufer & Wilbur 1938] (en) Berthold Laufer et Clarence Martin Wilbur, The American plant migration, vol. 1 : The Potato, Field Museum of Natural History, 1938 (lire en ligne).
- [Mazas 1940] Goulven Mazéas, Petite histoire bretonne de la pomme de terre, Brest, impr. commerciale et administrative, 1940, 217 p..
- [Reader 2008] (en) John Reader, Propitious Esculent: The Potato in World History, Random House, 2008, 320 p. (ISBN 978-0-434-01836-9).
- [Roze 1898] Ernest Roze, Histoire de la pomme de terre : traitée aux points de vue historique, biologique, pathologique, cultural et utilitaire, Lausanne, J. Rothschild, 1898, 464 p. (lire en ligne [sur wikisource]).
- [Salaman 1985] (en) Redcliffe N. Salaman, The History and Social Influence of the Potato, Cambridge University Press, 1985, 2e éd., 768 p. (ISBN 0-521-31623-5).
- [Williot & Ferrière 2008] Jean-Pierre Williot et Marc de Ferrière Le Vayer, Saga de la pomme de terre, Paris, Cercle d'Art, 2008, 159 p. (ISBN 978-2-7022-0868-7).
- [coll. 1995] La pomme de terre dans les années 90 : situation actuelle et perspectives de l'économie mondiale de la pomme de terre, FAO, 1995, 39 p. (ISBN 978-92-5-203713-2, lire en ligne), p. 44 [version anglaise].
- [coll. 1995] Collectif, La pomme de terre de Christophe Colomb à McCain, PackEdit, 1995, 64 p..

## Taxinomie
- (en) Zósimo Huamán, Systematic, botany and morphology of the potato, Centre international de la pomme de terre, 1986, 22 p. (lire en ligne)

## Biologie
- (en) Dick Vreugdenhil et John E. Bradshaw, Potato biology and biotechnology : advances and perspectives, Elsevier, 2007, 823 p. (ISBN 978-0-444-51018-1 et 0-444-51018-4)

- Éclairage sur un trésor enfoui - Année internationale de la pomme de terre 2008 : Compte rendu de fin d'année, FAO, 2008, 144 p. (ISBN 978-92-5-206142-7 et 92-5-206142-8) [(fr) texte intégral]

## Biotechnologie
- (en) Collectif, Transgenic Potatoes for the Benefit of Resource-poor Farmers in Developing Countries, Lima, Centre international de la pomme de terre, 2000, 129 p. [(en) texte intégral]
- (en) M. Ghislain, M. Querci, M. Bonierbale, A. Golmirzale, R. Nelson, Biotechnology and the potato : applications for the developing world, Lima, Centre international de la pomme de terre, 1997, 18 p. [(en) texte intégral]

## Culture
- André Gault,, La pomme de terre : Culture, sélection, utilisation, Paris, Flammarion, coll. « La Terre, Encyclopédie paysanne », 1938, 148 p.

- Lucien Dupouy,, Pour bien cultiver, conserver et utiliser la pomme de terre, Paris, Rustica, Ed. de Montsouris, 1946, 62 p.

- Claude Lambert, La mécanisation de la culture de la pomme de terre, Paris, Comité d'études techniques de la pomme de terre, 1958, 230 p.

- Collectif, La culture de la pomme de terre de conservation, Paris, ITCF, 1995, 64 p. (ISBN 2-86492-224-X)

- (it) Centro Divulgazione Agricola, La coltivazione della patata : Dalla tecnica al marketing - Le innovazioni in corso, Bologne, Edagricole, 2006, 94 p. (ISBN 88-506-5170-8)

## Variétés
- Charles Henry Philippe Levêque de Vilmorin, Catalogue méthodique et synonymique des principales variétés de Pommes de terre, Paris, chez Vilmorin-Andrieux et Cie, 1886, 51 p.
- Robert Diehl,, La pomme de terre : caractères et description des variétés, Paris, Imprimerie nationale, 1938, 157 p.
- Dorothée Bourget, Le grand livre des variétés de pommes de terre, Paris, Ad hoc, 1998, 157 p. (ISBN 2-9513185-0-2).
- Collectif, Variétés de pommes de terre produites en France : Catalogue 2008, Paris, Lavoisier, 2008, 320 p. (ISBN 978-2-7562-0286-0 et 2-7562-0286-X).
- (en) Uwe Hils et Lukie Pieterse, World catalogue of potato varieties 2009/2010, AgriMedia GmbH, 2009, 253 p. (ISBN 978-3-86037-984-4 et 3-86037-984-4).

## Maladies et ravageurs
- [Ducomet, Foex & Alabouvette 1935] V. Ducomet, Ev. Foex et L. Alabouvette, Les maladies de la pomme de terre, Paris, Imprimerie nationale, 1935, 40 p..
- [Radtke & Rieckmann 1991] Wolfgang Radtke et Walter Rieckmann, Maladies et ravageurs de la pomme de terre, Th. Mann - Gelsenkirchen-Buer, 1991, 168 p. (ISBN 3-7862-0090-4).
- [Stevenson et al. 2001] (en) Walter R. Stevenson, Rosemary Loria, Gary D. Franc et D. P. Weingartner, Compendium of Potato Diseases, St Paul, Amer Phytopathological Society, 2001 (réimpr. 2004, 2009), 106 p. (ISBN 0-89054-275-9, OCLC 699946085, lire en ligne)
- [Viennot-Bourgin 1963] Georges Viennot-Bourgin, Champignons, bactéries, virus nuisibles à la pomme de terre, CDU / SEDES, 1963, 122 p..
- [coll. 1990] Collectif, Principales maladies, insectes et nématodes de la pomme de terre, Lima, Centre international de la pomme de terre, 1990, 96 p. (ISBN 92-9060-144-2, lire en ligne).
- [coll. 1998] Collectif, Maladies de la pomme de terre, Arvalis, 1998, 48 p. (ISBN 2-86492-292-4).
- [coll. 2008] Collectif, Maladies, ravageurs et désordres de la pomme de terre, guide d'identification et fiches descriptives, Paris, Arvalis / FNPPPT / GNIS, 2008, 192 p. (ISBN 978-2-86492-920-8).

## Nutrition
- (en) Jennifer A. Woolfe, The potato in the human diet, Cambridge University Press, 1987, 321 p. (ISBN 0-521-32669-9)

- Racines, tubercules, plantains et bananes dans la nutrition humaine, Rome, FAO, coll. « Nutrition », 1991, 196 p. (ISBN 92-5-202862-5, lire en ligne) [(fr) Texte intégral]

- Patrick Pierre Sabatier, La pomme de terre, c'est aussi un produit diététique, Paris, Robert Laffont, 1993, 274 p. (ISBN 2-221-07631-1)

## Cuisine
- [Allegri et al. 2003] Cécile Allegri, Claire Brosse, Federico Oldenburg et Hervé Robert, La pomme de terre, saveurs méditerranéennes, Éditions du Bottin Gourmand, coll. « Les essentiels du goût », 2003, 99 p. (ISBN 2-913306-61-6).
- [Desnoues 1978] Lucienne Desnoues, Toute la pomme de terre, Paris, Mercure de France, 1978, 302 p..
- [Falleur & Fischer 1985] Antoine Falleur et Paulette Fischer, 100 recettes de pommes de terre (contient p. 97 une recette de confiture de pomme de terre), Colmar, éds. S.A.E.P., 1985 (ISBN 2-7372-2024-6).
- [Ferniot 1996] Jean Ferniot (préf. Joël Robuchon), Chère pomme de terre, éd. First, 1996, 301 p. (ISBN 978-2-87691-327-1).
- [Jolly 1985] Martine Jolly, Merci M. Parmentier, ou La Gloire de la Pomme de Terre en 200 recettes, Paris, Robert Laffont, 1985, 223 p. (ISBN 2-221-04653-6).
- [Labbé 1988] Max Labbé, Cette étonnante pomme de terre. Recueil de connaissances et d'expériences. 220 recettes de cuisine simple, éd. Max Labbé, 1988, 147 p..
- [Le Doré 2008] Sophie Le Doré, Ce que nous devons savoir sur la pomme de terre, Paris, éd. Plon, 2008, 196 p. (ISBN 978-2-259-20816-1 et 2-259-20816-9).
- [Mérigot 1794] Mme Mérigot, La Cuisinière républicaine, qui enseigne la manière simple d’accomoder les pommes de terre ; avec quelques avis sur les soins nécessaires pour les conserver, Paris, Chez Mérigot jeune, 1794-1795, 42 p..
- [Monteros, Jiménez & Gavilanes 2006] (es) C. Monteros et J. Jiménez, Gavilanes, La Magia de la Papa Nativa. Recetario Gastronómico, Quito, INIAP, 2006, 71 p. (lire en ligne [PDF]).
- [Robuchon 1994] Joël Robuchon, Le meilleur et le plus simple de la pomme de terre. 100 recettes, Paris, éd. Robert Laffont, 1994, 223 p. (ISBN 2-253-08159-0).
- [Thorez 2003] Jean-Paul Thorez (photogr. Isabelle Rozenbaum), Pomme de terre, Grenoble, Hachette / Le Chêne, 2003, 188 p. (ISBN 2-84277-437-X).
- [coll. 2008] Collectif, La pomme de terre, un tour du Monde en 200 recettes, Genève, Nations Unies, 2008, 360 p. (ISBN 978-92-1-200373-3 et 92-1-200373-7).
- [coll. 2009] Collectif, La pomme de terre, histoire et recettes gourmandes, Grenoble, Glénat, 2009, 158 p. (ISBN 978-2-7234-7319-4).
- [Qu & Xie 2009] (en) Dongyu Qu et Kaiyun Xie, How the Chinese Eat Potatoes, Singapour, World Scientific Publishing Company, 2009, 432 p. (ISBN 978-981-28-3291-7 et 981-28-3291-2, présentation en ligne).